# George Camsell
George Henry Camsell (* 27. November 1902 in Framwellgate Moor; † 7. März 1966) war ein englischer Fußballspieler.

## Sportlicher Werdegang
Camsell arbeitete als Jugendlicher in einem Bergwerk und spielte parallel Fußball für den Esh Winning FC und Tow Low Town FC, ehe der Stürmer sich 1923 als Amateurspieler Durham City anschloss. Für den Klub lief er ab 1924 in der Third Division der Football League an und machte als regelmäßiger Torschütze auf sich aufmerksam, 21 der 50 vom Klub in der Spielzeit 1924/25 geschossenen Tore gingen auf sein Konto. Im Oktober 1925 wurde er daher für eine Ablösesumme in Höhe von 800 Pfund Sterling zum FC Middlesbrough in die Second Division transferiert, womit die Schulden von Durham City gegenüber „Boro“ getilgt waren.
In der Zweitliga-Spielzeit 1926/27 war Camsell überragender Torschütze für seinen Klub, den er mit 59 Saisontoren in 37 Ligaspielen zur Zweitligameisterschaft führte. Damit krönte er sich auch zum Torschützenkönig der zweithöchsten Spielklasse. Dabei war er als pfeilschneller Stürmer ein Profiteur der ein Jahr zuvor reformierten Abseitsregel. In der Erstliga-Saison 1927/28 zeigte er sich mit 33 Saisontoren zwar erneut torgefährlich, als Tabellen-22. und damit Schlusslicht stieg der Klub mit zwei Punkten Rückstand auf den von The Wednesday – der Klub erzielte ebenfalls 81 Saisontoren, hatte aber mit 78 Gegentoren zehn Tore weniger kassiert – belegten 14. Platz direkt wieder ab. In der Spielzeit 1928/29 reihte er sich mit 30 Saisontoren deutlich hinter dem zehnmal mehr erfolgreichen Jimmy Hampson vom FC Blackpool ein, dennoch gelang als Zweitligameister der direkte Wiederaufstieg und die Mannschaft hielt sich in der Folge in der First Division.
Am 20. November 1929 debütierte Camsell in der englischen Nationalmannschaft, beim 6:0-Erfolg über Wales im Rahmen der British Home Championship 1929/30 erzielte er drei Tore. Bis 1936 hielt er sich im Kreis der Nationalmannschaft und bestritt insgesamt neun Länderspiele. In jedem dieser Spiele gelang ihm mindestens ein Treffer, insgesamt erzielte er 18 Länderspieltore. Einzig Steve Bloomer übertraf diese Serie, diesem gelang in zehn aufeinanderfolgenden Spielen für die „Three Lions“ mindestens ein Torerfolg.
Der beginnende Zweite Weltkrieg beendete 1939 Camsells Karriere im Ligabetrieb. Nachdem dieser eingestellt worden war, lief er noch für den FC Middlesbrough, für den er bis dahin 325 Meisterschaftstore in 418 Ligaspielen erzielt hatte, in den Kriegswettbewerben auf. Dabei stand er 1941 letztmals für den Klub auf dem Spielfeld. Auch nach dem Kriegsende blieb er dem Klub treu, wo er einerseits dem Trainerstab angehörte und andererseits als Scout arbeitete. Dabei gilt er als Entdecker von Brian Clough, der neben ihm einer der erfolgreichsten Torschützen in der Klubgeschichte werden sollte. 1956 wechselte er in den administrativen Bereich des Klubs, wo er bis zu seinem altersbedingten Ausscheiden im Dezember 1963 tätig war.